# Fokker 70
De Fokker 70 is een twee-motorig verkeersvliegtuig voor regionale vluchten. Het is het laatste door de firma Fokker ontwikkelde verkeersvliegtuig.
Het vliegtuig is ontwikkeld door Fokker in Nederland en werd voor het eerst is in dienst genomen in 1993. De Fokker 70 is ontwikkeld als kleinere variant van de Fokker 100 die op zijn beurt weer een doorontwikkelde variant is van de Fokker F-28. Tussen 1993 en 1997 werden er 48 exemplaren van gebouwd. Grootste gebruiker van het type was KLM Cityhopper, met negentien vliegtuigen (november 2014; laatste toestel uit dienst op 28 oktober 2017). Ook was er een Fokker 70 in dienst als Nederlands regeringstoestel.
In feite was de eerste Fokker 70 een 'doorgezaagde' Fokker 100. Bij het tweede prototype van de Fokker 100, de PH-MKC, werden twee secties van het vliegtuig verwijderd, waardoor het vier meter korter werd. Dit vliegtuig had drie vrachtdeuren, één meer dan de reguliere Fokker 70. Doordat de motoren aan de achterkant van het vliegtuig geplaatst zijn is het voor de passagiers een geluidsarm toestel.

## Incidenten en ongevallen
- Op 5 januari 2004 maakte een Fokker 70 van Austrian Airlines (geregistreerd als OE-LFO) een noodlanding op een besneeuwd veldje in de buurt van Luchthaven München. De vlucht, met vluchtnummer 111, had 28 passagiers en vier bemanningsleden aan boord. Beide motoren waren uitgevallen door ijsvorming. Het toestel was zwaar beschadigd. Drie mensen raakten lichtgewond.[1]